# Estación San Agustín (Santa Fe)
San Agustín fue una estación ferroviaria, hoy demolida ubicada cerca de la localidad de homónima, Departamento Las Colonias, Provincia de Santa Fe, Argentina.

## Servicios
La estación perteneció al Ferrocarril General Bartolomé Mitre de la red ferroviaria argentina erigida en 1890 por el Ferrocarril Buenos Aires a Rosario, luego Ferrocarril Central Argentino.
Actualmente solo se conserva el predio, algunos restos de algunas de las construcciones y la arboleda de la antigua plantación de eucaliptos.